# 马明成
马明成（1955年11月—），男，回族，新疆乌鲁木齐人，中华人民共和国政治人物，曾任新疆维吾尔自治区人事厅厅长、党组副书记，新疆维吾尔自治区人大常委会副主任。